# Le Pin-en-Mauges
Le Pin-en-Mauges ([lə ˈpɛ̃ ɑ̃ ˈmoʒ] ) ist ein Ort und ehemalige französische Gemeinde mit 1375 Einwohnern (Stand: 1. Januar 2022) im Département Maine-et-Loire in der Region Pays de la Loire. Sie gehörte zum Arrondissement Cholet. Die Bewohner werden Pinois und Pinoises genannt.
Der Erlass des Präfekten vom 24. September 2015 legte mit Wirkung zum 15. Dezember 2015 die Eingliederung von Le Pin-en-Mauges als Commune déléguée zusammen mit den früheren Gemeinden Andrezé, Beaupréau, Gesté, Jallais, La Chapelle-du-Genêt, La Jubaudière, La Poitevinière, Saint-Philbert-en-Mauges und Villedieu-la-Blouère zur Commune nouvelle Beaupréau-en-Mauges fest.

## Geografie

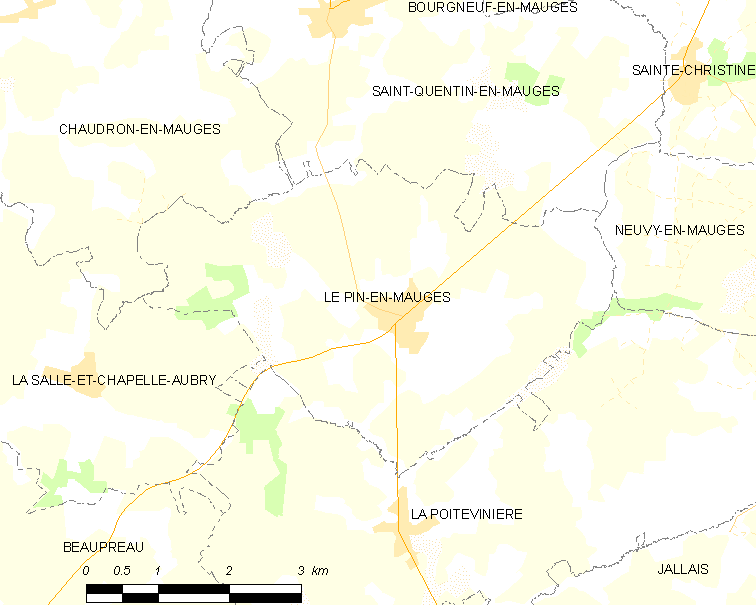
Karte von Le Pin-en-Mauges

Le Pin-en-Mauges liegt etwa 36 Kilometer südwestlich von Angers, etwa 22 Kilometer nördlich von Cholet und etwa 50 Kilometer östlich von Nantes in der Région naturelle der Mauges, Teil der historischen Provinz des Anjou.
Das Ortsgebiet liegt im Einzugsgebiet der Loire und wird entwässert vom Ruisseau de la Jousselinière, vom Ruisseau de la Roche Ferrière, vom zeitweise trockenfallenden Ruisseau de la Blonnière, vom Flüsschen Rez Profond, der im Oberlauf Ruisseau de Cache-Souris genannt wird, sowie von kleineren Fließgewässern. Le Pin-en-Mauges erstreckt sich auf einer Hochebene, die im Norden von der Loire begrenzt wird. Das Bodenrelief ist sanft gewellt mit Höhen bis über 100 m und wird durch die Flusstäler markant eingeschnitten. Das Ortszentrum liegt auf etwa 110 m. Die höchste Erhebung wird mit 129 m im Norden des Ortsgebiets gemessen.
Aus geologischer Sicht befindet sich das Ortsareal vollständig auf metamorphem Gestein aus dem unteren Silur.
Umgeben wird Le Pin-en-Mauges von zwei Nachbargemeinden und einer Commune déléguée von Beaupréau-en-Mauges:
| Montrevault-sur-Èvre |                                             |                   |
|                      | Kompassrose, die auf Nachbargemeinden zeigt | Chemillé-en-Anjou |
|                      | La Poitevinière (Beaupréau-en-Mauges)       |                   |

## Geschichte
Frühe Formen des Ortsnamens waren:
Ecclesia Sancte Marie de Pinu (1100, 1146, 1156), Pignus (1326), Pin-en-Mauge (1466), Pinus (1614), Ecclesia sancti Padvini du Pin in Maugia (1651), le Pin en Mauge (Carte de Cassini, 18. Jahrhundert), Le Pin (1793).
Etwa 15 Beile aus poliertem Stein, die auf dem Ortsareal gefunden wurden, bezeugen eine Anwesenheit von Menschen in der Urgeschichte.
Die Pfarrgemeinde gehörte zum Bistum Angers, zum Archidiakonat Outre-Loire und zum Dekanat von Jallais. Sie gehörte zur Élection und Subdelegation von Angers sowie zum Einzugsgebiet der Gabelle von Saint-Florent-le-Vieil.
Die Kirche wurde in der Mitte des 11. Jahrhunderts unter den Besitzungen der Abtei Saint-Florent in den Schriften erwähnt. Unbekannt ist, wann und wie die Abtei das Besitztum verlor. Der Seigneur von La Jousselinière erhielt 1518 den Titel des Begründers de Kirche und Lehnsherr der Pfarrgemeinde.
Der in Le Pin-en-Mauges geborene Jacques Cathelineau, Anführer der royalistisch-katholischen großen Armee während des Aufstands der Vendée, brach von seinem Heimatort auf. Das Dorf wurde 1793 von republikanischen Truppen vollständig in Brand gesteckt. Nut ein Haus, das eine Republikanerin beherbergte, wurde dabei verschont. Der Aufstand zog sich bis zur vollständigen Wiederherstellung der Religionsfreiheit hin.
1898 wurde das Bahnhofsgebäude in Le Pin-en-Mauges errichtet. Am 22. Juni 1899 fuhr der erste Zug der Eisenbahnlinie von Chalonnes-sur-Loire nach Beaupréau vorbei.

## Bevölkerungsentwicklung
| Le Pin-en-Mauges: Einwohnerzahlen von 1793 bis 2020                                                                        | Le Pin-en-Mauges: Einwohnerzahlen von 1793 bis 2020 | Le Pin-en-Mauges: Einwohnerzahlen von 1793 bis 2020 | Le Pin-en-Mauges: Einwohnerzahlen von 1793 bis 2020 | Le Pin-en-Mauges: Einwohnerzahlen von 1793 bis 2020 |
| --- | --------------------------------------------------- | --------------------------------------------------- | --------------------------------------------------- | --------------------------------------------------- |
| Jahr |                                                     |                                                     |                                                     | Einwohner                                           |
| 1793 | 1793                                                |                                                     | 768                                                 | 768                                                 |
| 1800 | 1800                                                |                                                     | 712                                                 | 712                                                 |
| 1806 | 1806                                                |                                                     | 701                                                 | 701                                                 |
| 1821 | 1821                                                |                                                     | 780                                                 | 780                                                 |
| 1831 | 1831                                                |                                                     | 826                                                 | 826                                                 |
| 1836 | 1836                                                |                                                     | 809                                                 | 809                                                 |
| 1841 | 1841                                                |                                                     | 843                                                 | 843                                                 |
| 1846 | 1846                                                |                                                     | 867                                                 | 867                                                 |
| 1851 | 1851                                                |                                                     | 905                                                 | 905                                                 |
| 1856 | 1856                                                |                                                     | 928                                                 | 928                                                 |
| 1861 | 1861                                                |                                                     | 938                                                 | 938                                                 |
| 1866 | 1866                                                |                                                     | 905                                                 | 905                                                 |
| 1872 | 1872                                                |                                                     | 885                                                 | 885                                                 |
| 1876 | 1876                                                |                                                     | 898                                                 | 898                                                 |
| 1881 | 1881                                                |                                                     | 904                                                 | 904                                                 |
| 1886 | 1886                                                |                                                     | 919                                                 | 919                                                 |
| 1891 | 1891                                                |                                                     | 890                                                 | 890                                                 |
| 1896 | 1896                                                |                                                     | 845                                                 | 845                                                 |
| 1901 | 1901                                                |                                                     | 839                                                 | 839                                                 |
| 1906 | 1906                                                |                                                     | 840                                                 | 840                                                 |
| 1911 | 1911                                                |                                                     | 860                                                 | 860                                                 |
| 1921 | 1921                                                |                                                     | 745                                                 | 745                                                 |
| 1926 | 1926                                                |                                                     | 747                                                 | 747                                                 |
| 1931 | 1931                                                |                                                     | 711                                                 | 711                                                 |
| 1936 | 1936                                                |                                                     | 672                                                 | 672                                                 |
| 1946 | 1946                                                |                                                     | 657                                                 | 657                                                 |
| 1954 | 1954                                                |                                                     | 746                                                 | 746                                                 |
| 1962 | 1962                                                |                                                     | 765                                                 | 765                                                 |
| 1968 | 1968                                                |                                                     | 852                                                 | 852                                                 |
| 1975 | 1975                                                |                                                     | 964                                                 | 964                                                 |
| 1982 | 1982                                                |                                                     | 1.093                                               | 1.093                                               |
| 1990 | 1990                                                |                                                     | 1.134                                               | 1.134                                               |
| 1999 | 1999                                                |                                                     | 1.218                                               | 1.218                                               |
| 2006 | 2006                                                |                                                     | 1.246                                               | 1.246                                               |
| 2013 | 2013                                                |                                                     | 1.364                                               | 1.364                                               |
| 2020 | 2020                                                |                                                     | 1.388                                               | 1.388                                               |
| Quelle(n): EHESS/Cassini bis 1999, INSEE ab 2006 Anmerkung(en): Ab 1962 offizielle Zahlen ohne Einwohner mit Zweitwohnsitz |                                                     |                                                     |                                                     |                                                     |

## Sehenswürdigkeiten
- Die im Stil der Neoromanik bzw. Neogotik erbaute Kirche Saint-Pavin stammt aus dem 19. Jahrhundert. In ihrem Innern beherbergt sie einige Glasfenster, die Themen und Personen des Vendée-Aufstandes zum Inhalt haben.
- Eine vom Ende des 19. Jahrhunderts stammende Statue des von vielen als Freiheitsheld – von einigen wenigen sogar als Heiliger (Le Saint de l’Anjou) – verehrten Jacques Cathelineau findet sich im Ortszentrum. Mit der rechten Hand umfasst er ein Schwert, die linke ist zum Himmel emporgestreckt und hält ein Kreuz.

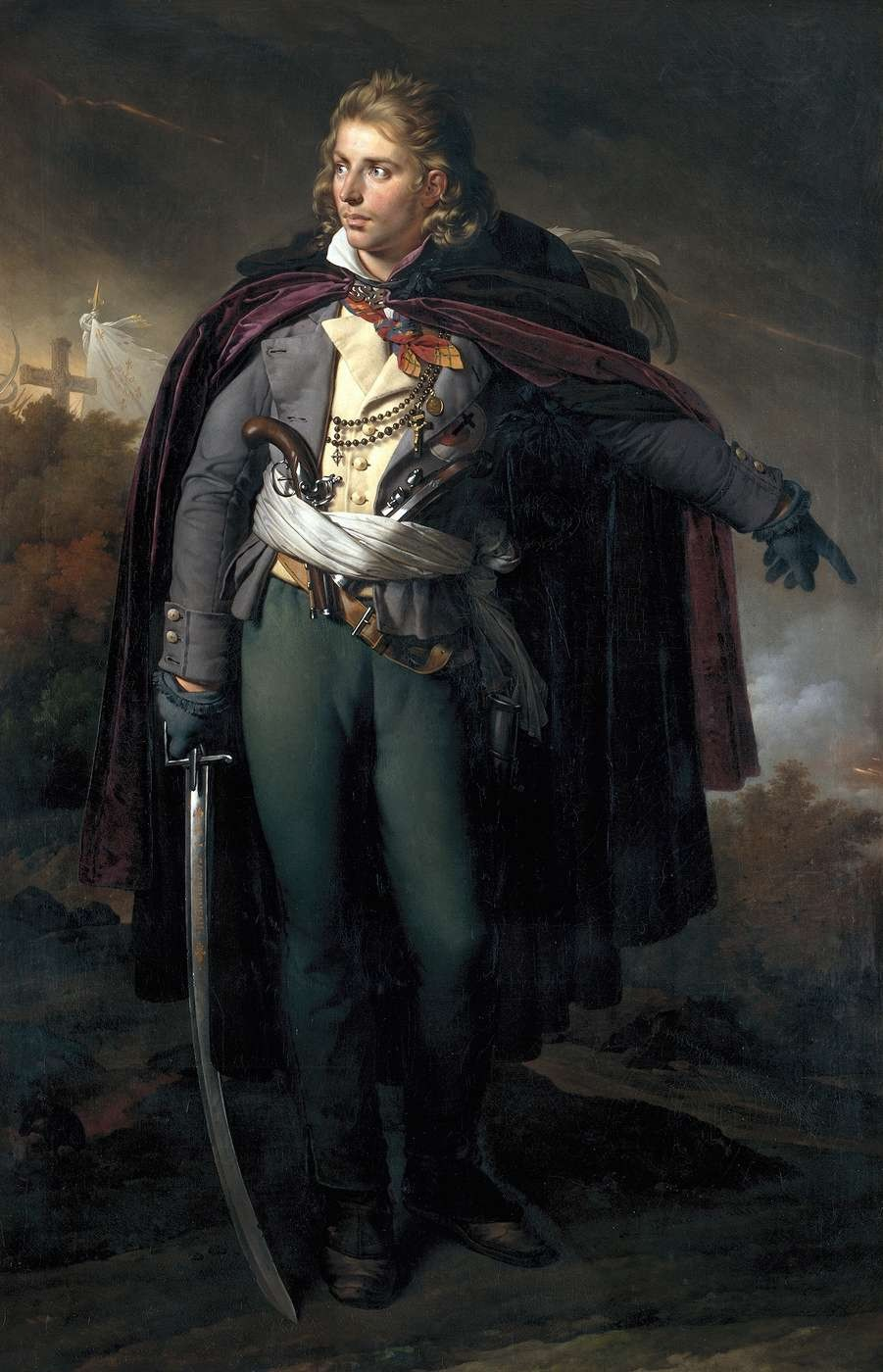
Jacques Cathelineau

## Persönlichkeiten
- Jacques Cathelineau (1759–1793), Anführer während des Aufstands der Vendée